# Натсфорд
На́тсфорд (англ. Knutsford) — город в унитарной единице Восточный Чешир и церемониальном графстве Чешир в Северо-Западной Англии.
Расположен в 19 км к юго-западу от Манчестера, 40 км к востоку от Ливерпуля и 18 км к северо-западу от Маклсфилда. Население (по данным переписи населения в Великобритании 2001 года) — 19 607 человек.

## Экономика
В городе расположена штаб-квартира разработчика игр — Traveller's Tales. 